# Erkki Pakkanen
Erkki Olavi Pakkanen (ur. 19 kwietnia 1930 w Elimäki, zm. 23 kwietnia 1973 w Kouvoli) – fiński pięściarz, brązowy medalista letnich igrzysk olimpijskich w 1952 w Helsinkach.

## Kariera
Pięściarstwo zaczął uprawiać w 1947. W 1949 zdobył tytuł mistrza krajowego juniorów w boksie. Zakwalifikował się na igrzyska olimpijskie w kategorii lekkiej. W półfinale przegrał z przyszłym mistrzem olimpijskim Aureliano Bolognesi. Na początku 1950 doznał kontuzji prawej ręki. W 1953 z powodu ponownej kontuzji ręki postanowił zakończyć karierę. Po zakończeniu kariery sportowej pracował jako taksówkarz
Zmarł z powodu ataku serca 23 kwietnia 1973 w Kouvola.